# Ipueiras (Ceará)
Pour les articles homonymes, voir Ipueiras.
Ipueiras est une municipalité brésilienne de l’État du Ceará. En 2010, elle compte 37 874 habitants.

## Source
- (pt) Cet article est partiellement ou en totalité issu de l’article de Wikipédia en portugais intitulé « Ipueiras (Ceará) » (voir la liste des auteurs).